# Pete Stark
Fortney Hillman "Pete" Stark, Jr. (født 11. november 1931, død 24. januar 2020) var en amerikansk politiker fra Californien, der repræsenterede Demokraterne i Repræsentanternes Hus fra 1973 til 2013.

## Liv og gerning
Stark fik eksamen i 1953 fra Massachusetts Institute of Technology. Han gjorde tjeneste i USAs flyvevåben 1955–1957. Han tog i 1960 MBA-eksamen ved University of California, Berkeley. Han grundlagde derefter banken Security National Bank i Walnut Creek, Californien.
Stark besejrede det siddende kongresmedlem George Paul Miller i demokraternes primærvalg forud for kongresvalget i 1972. Han vandt efterfølgende kongresvalget og efterfulgte Miller i Repræsentanternes Hus i januar 1973. Han blev genvalgt 19 gange.

## Ateist
I 2007 erklærede Stark, at han ikke tror på nogen gud. Dette skete i forbindelse med en undersøgelse, hvor ingen andre åbent erklærede ateister forekom i kongressen.